# Guardiões Globais
Os Guardiões Globais são uma equipe de super-heróis da DC Comics, cujos membros são originários de diversos países do mundo. Este conceito foi inspirado no desenho de TV Super Friends (Super Amigos), que tinha vários heróis estrangeiros, como Vulcão Negro, Samurai, Chefe Apache e El Dorado, que integravam a Liga da Justiça e davam a ela mais diversidade étnica.

## História Pré-Crise
Os personagens que formariam os Guardiões Globais estrearam na série de quadrinhos dos Super Amigos
, numa história onde o vilão alienígena chamado Grax, antigo inimigo do Superman, instalou bombas nos sete continentes para destruí-los. Graças à ajuda dos Super-Gêmeos (em sua primeira aparição nos quadrinhos), a Liga da Justiça descobriu o plano a tempo e convocou heróis de cada continente ameaçado para encontrar as bombas e destruí-las.
Estes heróis internacionais apareceram, mais tarde, em outras histórias dos Super Amigos, mas somente na edição nº 46 da revista DC Comics Presents eles foram apresentados oficialmente como uma equipe. Nesta história, os Guardiões Globais ajudaram o Superman a enfrentar um feiticeiro maligno. Esta é considerada a primeira aparição histórica destes personagens no Universo DC.

## História Pós-Crise
Depois da Crise nas Infinitas Terras, a origem do grupo foi alterada. Os Guardiões Globais foram reunidos pelo Doutor Mist (ou Doutor Névoa, de acordo com algumas traduções) para ser a tropa de elite da organização internacional chamado de O Domo, criada pelo Tratado de Roma em 1957 para ajudar a organizar os diversos super-heróis dipersos pelo globo numa força policial internacional.
Anterior a isso, nos anos 50, vários heróis que haviam ajudado a Sociedade da Justiça durante a Segunda Guerra resolveram se reunir de modo informal, formando o Clube dos Heróis, que mais tarde passariam a integrar os Guardiões Globais.
Os Guardiões Globais originais tinham como quartel-general um edifício, também chamado de Domo, sediado em Paris e financiado pelas Organização das Nações Unidas. O grupo era liderado pelo Dr. Mist e o QG era administrado por uma mulher chamada Belphegor, que possuía poderes psíquicos.
Os Guardiões, assim como a Liga, se comprometeram a combater o crime ao redor do mundo, mas não foram vistos em muitas aventuras. Vários membros do grupo ajudaram individualmente durante a Crise nas Infinitas Terras e também já uniram forças com a Corporação Infinito.
Mais tarde, a equipe perdeu o apoio da ONU para a Liga da Justiça Internacional, e o Domo foi forçado a encerrar suas atividades; tudo parte das maquinações políticas do Dr. Klaus Cornelius, inimigo dos Guardiões. Alguns dos membros deixaram a equipe para se juntar à Liga da Justiça, como Fúria Verde e Dama de Gelo, posteriormente chamadas de Fogo e Gelo, e outros passaram a atuar individualmente.
Após se separarem, vários Guardiões desapareceram, incluindo o líder Dr. Mist, Belphegor, Seraph e Flor-de-Lis. Os outros aceitaram uma oferta da Abelha Rainha, auto-proclamada governante de Bialya, que, sem que eles soubessem, usou controle mental para que o grupo atacasse a Liga da Justiça Europa. (Justice League Europe #2)
Mais tarde, parte do grupo sofreu lavagem cerebral pela governante de Bialya, e foram induzidos a confrontar mais uma vez a Liga da Justiça. Fain Y'onia, um ancião inimigo do Doutor Mist, acabou causando a morte de Bushmaster e Lorde Trovão e retirando os poderes de outros membros. Os Guardiões sobreviventes continuaram se encontrando no QG do Domo, que foi reaberto na Europa.
Numa história da série JLA Classified, alguns dos Guardiões foram vistos entre os membros da Tropa Ultramarine e em 2006, na edição nº 10 da série do Lanterna Verde, os Guardiões Globais estavam reagrupados e aparentemente liderados por Jato, ex-integrante dos Novos Guardiões.

## Lista de Membros

### Clube de Heróis
| Herói (Nome Original)        | Nome               | País de Origem | 1ª Aparição (Pré/Pós-Crise)                 | Paradeiro                                                                        |
| ---------------------------- | ------------------ | -------------- | ------------------------------------------- | -------------------------------------------------------------------------------- |
| Doutor Névoa (Doctor Mist)   | Nommo              | Inaplicável    | * Infinity Inc. #34 * Super Friends #7      | * Presumidamente, falecido (Primal Force #12).                                   |
| Cavaleiro (The Knight)       | Percival Sheldrake | Inglaterra     | * Young All-Stars #22 * Batman #62          | * Desconhecido                                                                   |
| Escudeiro II (The Squire II) | Cyril Sheldrake    | Inglaterra     | * Young All-Stars #22 * Batman #62          | * Na ativa como o novo Cavaleiro, membro da Tropa Ultramarine. (JLA: Classified) |
| Gaúcho (Gaucho)              | Não revelado       | Argentina      | * Infinity Inc. #34 * Detective Comics #215 | * Desconhecido                                                                   |
| Legionário (The Legionary)   | Não revelado       | Itália         | * Infinity Inc. #34 * Detective Comics #215 | * Desconhecido                                                                   |
| Mosqueteiro (Musketeer)      | Não revelado       | França         | * Infinity Inc. #34 * Detective Comics #215 | * Desconhecido                                                                   |
| Alado (Wingman)              | Não revelado       | Suécia         | * Infinity Inc. #34 * Batman #65            | * Desconhecido                                                                   |

### Guardiões Globais
| Herói (Nome Original)                                              | Nome                     | País de Origem | 1ª Aparição (Pré/Pós-Crise)             | Paradeiro                                                                     |
| ------------------------------------------------------------------ | ------------------------ | -------------- | --------------------------------------- | ----------------------------------------------------------------------------- |
| Fera Bwana (Bwana Beast)                                           | Michael Payson Maxwell   | Estados Unidos | * Showcase #66 * Showcase #66           | * Desconhecido.                                                               |
| Flama Verde / Fúria Verde / Fogo (Green Flame / Green Fury / Fire) | Beatriz Bonilla da Costa | Brasil         | * Super Friends #25 * Infinity Inc. #32 | * Na ativa como membro do Xeque-Mate.                                         |
| Dama de Gelo (Icemaiden)                                           | Sigrid Nansen            | Noruega        | * Super Friends #09 * Não anotada       | * Na ativa. * Paradeiro desconhecido.                                         |
| Sol Nascente (Rising Sun)                                          | Izumi Yasunari           | Japão          | * Super Friends #09 * Não anotada       | * Na ativa. * Paradeiro desconhecido.                                         |
| Diabo da Tasmânia (Tasmanian Devil)                                | Hugh Dawkins             | Austrália      | * Super Friends #09 * Não anotada       | * Ex-membro da Tropa Ultramarine.                                             |
| Bushmaster (Bushmaster)                                            | Bernal Rojas             | Venezuela      | * Super Friends #08 * Infinity Inc. #34 | * Falecido (JLQ #17).                                                         |
| Flor-de-Lis (Fleur-de-Lis)                                         | Noelle Avril             | França         | * Não anotada                           | * Na ativa como integrante do Departamento Gamma na França.                   |
| Godiva (Godiva)                                                    | Dorcas Leigh             | Inglaterra     | * Super Friends #07 * Não anotada       | * Gravemente ferida em JLQ #17. * Paradeiro atual desconhecido.               |
| Olimpiano (Olympian)                                               | Aristides Demetrios      | Grécia         | * Super Friends #09 * Não anotada       | * Na ativa como membro da Tropa Ultramarine.                                  |
| Seraph (Seraph)                                                    | Chaim Lavon              | Israel         | * Super Friends #07 * Não anotada       | * Na ativa. * Paradeiro desconhecido.                                         |
| Caçador Selvagem (Wild Huntsman)                                   | Albrecht von Mannheim    | Alemanha       | * Super Friends #45 * Não anotada       | * Na ativa. * Paradeiro desconhecido.                                         |
| Fogo-Fátuo (Jack O'Latern)                                         | Daniel Cormac            | Irlanda        | * Super Friends #08 * JLA #08           | * Falecido. Revelado em Primal Force #0                                       |
| Tuatara (Tuatara)                                                  | Jeremy Wakefield         | Nova Zelândia  | * Super Friends #08 * JLA #08           | * Gravemente ferido em JLQ #17. * Paradeiro atual desconhecido.               |
| Mulher-Coruja (Owl Woman)                                          | Wenonah Littlebird       | Estados Unidos | * Super Friends #07 * JLA #16           | * Na ativa. * Vista pela última vez em Wonder Woman #175.                     |
| Impala (Impala)                                                    | Mbulaze                  | África do Sul  | * Super Friends #07 * JLE Annual #01    | * Falecido. Revelado em JSA #28                                               |
| Sereia (Little Mermaid)                                            | Ulla Paske               | Dinamarca      | * Super Friends #09 * JLE Annual #01    | * Falecida. Revelado em JLE #30.                                              |
| Lorde Trovão (Thunderlord)                                         | Liang Xih-k'ai           | Taiwan         | * Super Friends #08 * JLE Annual #01    | * Falecido (JLQ #17).                                                         |
| Belphegor (Belphegor)                                              | Não revelado             | Desconhecido   | * Teen Titans Spotlight #11             | * Desconhecido.                                                               |
| Dama de Gelo II / Gelo (Icemaiden II / Ice)                        | Tora Olafsdotter         | Noruega        | * Justice League America #12            | * Morreu em Justice League Task Force #14. * Ressuscitou em Birds of Prey#104 |
| Fogo-Fátuo II (Jack O'Lantern II)                                  | Marvin Noronsa           | Irlanda        | * Justice League Europe Annual #01      | * Morreu em Justice League America #55.                                       |

#### Novos Membros
| Herói (Nome Original) | Nome                | País de Origem | 1ª Aparição                    | Paradeiro       |
| --------------------- | ------------------- | -------------- | ------------------------------ | --------------- |
| Centrix (Centrix)     | Mark Armstrong      | Canadá         | * Justice League Quarterly #17 | * Desconhecido. |
| Cascada (Cascade)     | Sujatmi Sunowaparti | Índia          | * Justice League Quarterly #17 | * Desconhecido. |
| Crisalis (Chrysalis)  | Não revelado.       | França         | * Justice League Quarterly #17 | * Desconhecido. |
| Tundra (Tundra)       | Não revelado.       | Rússia         | * Justice League Quarterly #17 | * Desconhecido. |

#### Equipe Atual
| Herói (Nome Original)               | Nome           | País de Origem | 1ª Aparição                       | Paradeiro                                                           |
| ----------------------------------- | -------------- | -------------- | --------------------------------- | ------------------------------------------------------------------- |
| Jato (Jet)                          | Célia Windward | Jamaica        | * Millennium #01                  | * Morreu em New Guardians #6. * Reapareceu em Green Lantern v.3 #10 |
| Brilho (Gloss)                      | Xiang Po       | China          | * Millennium #01                  | * Na ativa.                                                         |
| Fera Liberdade (Freedom Beast)      | Dominic Mndawe | África do Sul  | * Animal Man #13                  | * Na ativa.                                                         |
| Manticore IV (Manticore IV)         | Não revelado   | Japão          | * Green Lantern v.3 #10           | * Na ativa.                                                         |
| Tempestade de Areia (Sandstorm)     | Não revelado   | Síria          | * Green Lantern v.3 #10           | * Na ativa.                                                         |
| Raposa Escarlate III (Crinsom Fox)  | Não revelado   | França         | * Green Lantern v.3 #11           | * Na ativa.                                                         |
| Diabo da Tasmânia (Tasmanian Devil) | Hugh Dawkins   | Austrália      | * Super Friends #09 * Não anotada | * Na ativa.                                                         |